# Ширин-хатун
Шири́н-хату́н (тур. Şirin Hatun; умерла после 1483 года в Бурсе) — наложница османского султана Баязида II, мать двоих его детей.

## Биография

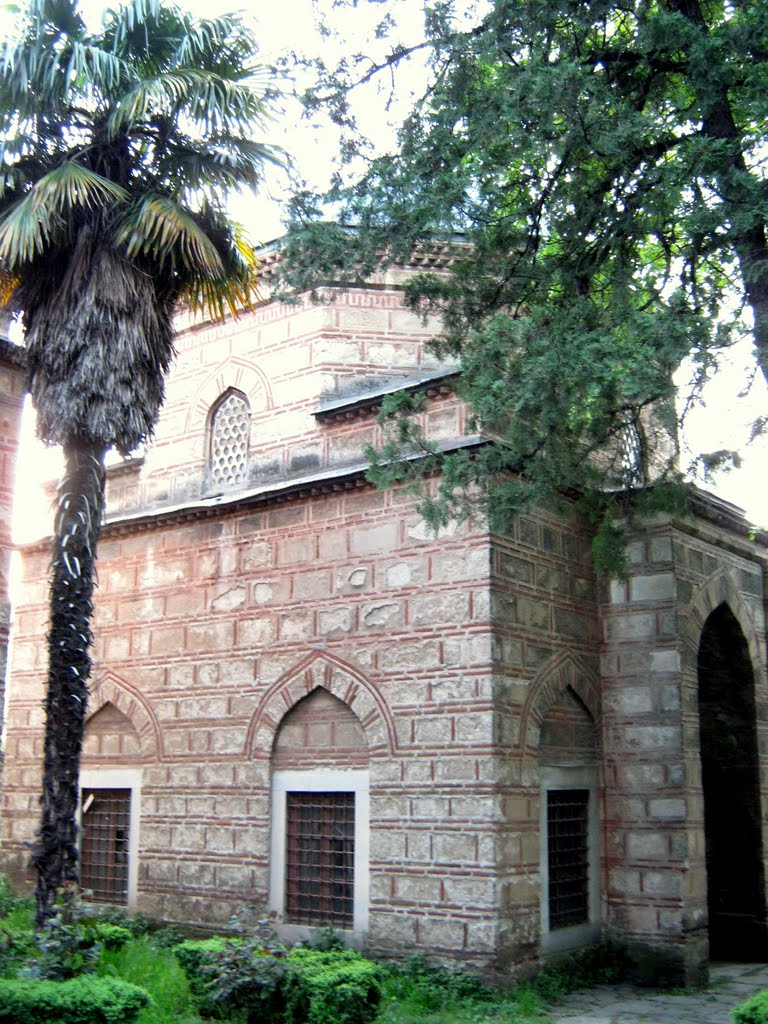
Мавзолей Ширин-хатун в комплексе Мурадие в Бурсе

О происхождении Ширин-хатун никаких данных нет, кроме записи «Ширин бинти Абдулла», на которую ссылается турецкий историк Недждет Сакаоглу; такая запись свидетельствует о том, что Ширин-хатун была наложницей немусульманского происхождения.
Хотя османист Энтони Олдерсон называет её матерью шехзаде Алемшаха, однако Сакаоглу и турецкий историк Чагатай Улучай считают его матерью Гюльрух-хатун, указывая сыном Ширин-хатун шехзаде Абдуллу. Помимо шехзаде Абдуллы ребёнком Ширин-хатун Сакаоглу и Улучай считают Айнишах-султан, матерью которой Олдерсон называет Нигяр-хатун.
Когда в 1481 году шехзаде Абдулла был назначен санджакбеем Сарухана, Ширин-хатун по традиции последовала за сыном в столицу санджака Манису. Когда в 1483 году шехзаде Абдулла умер в Манисе, Ширин-хатун перевезла его тело в Бурсу, где построила мавзолей для сына, получивший её имя. Сама Ширин-хатун скончалась после 1483 года в Бурсе и была похоронена рядом с сыном. Здесь, вероятно, позднее упокоилась и дочь Ширин-хатун Айнишах-султан.
Как и многие жёны султанов Ширин-хатун занималась благотворительностью. Улучай пишет, что по её приказу были построены мектебы в Бурсе и Михаличе, а также месджит (малая мечеть) в Трабзоне.